# دبی مک‌دونالد
دبی مک‌دونالد (به انگلیسی: Debbie McDonald) یک سوارکار زن رشتهٔ درساژ اهل کشور ایالات متحده آمریکا است که در رقابتهای سوارکاری بازی‌های المپیک تابستانی و بسیاری از دیگر رقابتهای بین‌المللی نیز شرکت داشته‌است. وی همکنون به همراه همسرش باب که او نیز یک سوارکار پرش با اسب و آموزش دهنده سوارکاری است در هایلی، آیداهو زندگی می‌کند. دبی سوارکاران را در مزرعهٔ ریور گروو پگی و ئی.پری تامس و در سان ولی، آیداهو آموزش می‌دهد. نخستین مرکب دبی یک اسبچه ۸۰۰ دلاری بود و او قبول کرده بود که پولش را خودش پول آموزگار سوارکاری و غذای اسب و دیگر مخارج را پرداخت کند اگر که والدینش این اسبچه را برایش بخرند. مدت کوتاهی پس از آن او توانست یک مربی سوارکاری در نزدیکی محل زندگیش پیدا کند تا در قبال قشو کردن اسبها و تمیز کردن اصطبل این مخارج را به او به بپردازد. در سن ۱۴ سالگی او زمانی که به اصطبل رفت تا اسبش را بیرون بیاورد مردی را دید که در حال کتک زدن اسبش بود او برای کمک به سمت یک مربی جوان رفت که شوهر آینده اش باب مک‌دونالد بود که در آنجا کار می‌کرد و او را نیز استخدام کرده بود تا در کارهای اصطبل به او کمک کند. در همین‌جا بود که او حرفه اش را آغاز کرد. دبی مک دونالد کارش را با رشتهٔ پرش با اسب آغاز کرد. اما پس از آن که یکبار از اسب به زمین‌خورد و آسیب جدی به دنده‌ها و شکستن مهره‌های گردنش وارد شد رشتهٔ خود را به درساژ تغییر داد. او نخستین بار پگی توماس و پری را در زمان سواری با یکی از اسبهایشان در لاس وگاس ملاقات کرد. آقا و خانم توماس همچنین صاحب اسب مادیانی به نام برنتینا که یک اسب کرنگ از نژاد هانووارین بود؛ بودند و این اسب مرکب اصلی دبی شد. او و همسرش این مادیان را در یک حراج در آلمان و در سال ۱۹۹۴ خریداری کردند. کره برتینا که در سال ۱۹۹۱ به دنیا آمد رفتار خوبی داشت و به دبی که تنها پنج فیت قد داشت احترام می‌گذاشت؛ و این تیم یک همکاری را پایه گذاشت که باعث شد تا آن‌ها به المپیک برسند. دبی و برنتینا در بخش رقابت انفرادی و تیمی بازی‌های پان امریکن ۱۹۹۹ به مدال طلا رسیدند. به موجب این اتفاق فدراسیون سوارکاری ایالات متحده آمریکا دبی مکدونالد را به عنوان سوارکار سال ۱۹۹۹ و و کمیته المپیک ایالات متحده نیز او را به عنوان سوارکار زن سال  انتخاب کرد. در سال ۲۰۰۳ دبی مکدونالد نخستین آمریکایی شد که برندهٔ جام جهانی درساژ شد. در سال ۲۰۰۵ نیز به مقام سوم رسید. به عنوان یکی از اعضای تیم ملی سوارکاری ایالات متحده آمریکا آن‌ها موفق شدند تا مدال نقره و برنز تیمی را در سال‌های ۲۰۰۲ و ۲۰۰۶ و در بازی‌های جهانی سوارکاری بدست بیاورند. در بازیهای المپیک ۲۰۰۴ آتن این دو در بخش تیمی به مدال برنز و در بخش انفرادی به مقام چهارم رسیدند. دبی مکدونالد در این بازیها نام مستعار «بانوی اول درساژ آمریکا» را از آن خود کرد. برنتینا نیز عنوان اسب ساب فارنام/پلتفرم سال ۲۰۰۵ فدراسیون سوارکاری ایالات متحده آمریکا (به اختصار :USEF) را به خود اختصاص داد. پس از المپیک ۲۰۰۸ زمانی که این مادیان عملکرد ضعیفی را به نمایش گذاشت این اسب بازنشسته شد و در ابتدای سال ۲۰۰۹ تحت عمل جراحی کولیک قرار گرفت تا سنگ فاکالیت آن از روده بزرگش خارج شود. این اسب به سلامتی دوران بیماری خود را سپری کرد و یک جشن برای بازنشستگی این اسب در سال ۲۰۰۹ و در رقابتهای فینال درساژ لاس وگاس برای آن گرفته شد. در ۲۲ ژانویهٔ ۲۰۱۰ دبی مک دونالد به عنوان مربی توسعه دهنده سال درساژ فدراسیون آمریکا اعلام شد. نقشی که جهت طراحی ترویج و پیدا کردن ستاره‌های آیندهٔ درساژ آمریکا به وجود آمده‌است.